# Synallaxis unirufa
Synallaxis unirufa е вид птица от семейство Furnariidae.

## Разпространение
Видът е разпространен във Венецуела, Еквадор, Колумбия и Перу.